# Mymensingh (divisão)
Divisão de Mymensingh (em bengali: ময়মনসিংহ বিভাগ ) é uma das oito divisões administrativas de Bangladesh . Possui uma área de 10,485 km2 (4,048 sq mi) e uma população de 11.370.000 no censo de 2011 . Foi criado em 2015 a partir de distritos que anteriormente compunham a parte norte da Divisão de Dhaka. Sua sede fica em Mymensingh cidade em Mymensingh (distrito).

## História
A região da Grande Mymensingh (distrito de Mymensingh junto com cinco outros distritos vizinhos) foi criada como um distrito de Mymensingh pelo governo indiano britânico em 1787. Mais tarde, foi reorganizado em duas fases em seis distritos: Mymensingh, Kishoreganj, Netrakona, Jamalpur, Tangail e Sherpur. Mas Kishoreganj e Tangail não fazem mais parte de Mymensingh, então Mymensingh compreende quatro distritos.
Em 12 de janeiro de 2015, a primeira-ministra Sheikh Hasina declarou o estabelecimento de uma nova Divisão Mymensingh. A intenção inicial era separar seis distritos (os que compreendiam o distrito de Mymensingh original de 1787) da Divisão de Dhaka . No entanto, embora quatro dos distritos estivessem ansiosos pelo estabelecimento de uma nova divisão, as pessoas nos distritos de Tangail e Kishoreganj desejavam continuar a fazer parte da Divisão de Dhaka. Em 14 de setembro de 2015, Mymensingh foi oficialmente anunciado como uma divisão composta por quatro distritos.

## Divisões administrativas
| Nome             | Sede       | Área (km2) | População (censo 2011) |
| ---------------- | ---------- | ---------- | ---------------------- |
| Mymensingh       | Mymensingh | 4 394,57   | 5,110,272              |
| Netrokona        | Netrokona  | 2,794.28   | 2,229,642              |
| Jamalpur         | Jamapur    | 2115.16    | 2,292,674              |
| Sherpur          | Sherpur    | 1,364.67   | 1,358,325              |
| Distritos totais | 4          | 10,584.06  | 11,370,000             |